# Железничка станица Умчари
Железничка станица Умчари је једна од железничких станица на прузи Београд—Пожаревац. Налази се насељу Умчари у градској општини Гроцка у Београду. Пруга се наставља у једном смеру ка Водњу и другом према Малом Пожаревцу. Железничка станица Умчари се састоји из 4 колосека. 